# Červen 2011
1. června – středa
- Podle nové doktríny Pentagonu může kybernetický útok na americkou infrastrukturu vést případně až k vyhlášení války narušiteli.[1]
- Ve Španělsku pokračují už 17. dnem protivládní protesty. Demonstranti protestují proti vládě dvou politických stran a politické korupci. Demonstrace ve Španělsku začaly 15. května.

2. června – čtvrtek
- Island se stal první zemí, která schválila znakový jazyk jako svůj oficiální úřední jazyk.[2]
- Španělsko bude vymáhat po Německu odškodné za ztráty ve výši minimálně 200 miliónů eur, které španělští zemědělci utrpěli poté, co německé úřady mylně označily španělské okurky za zdroj nákazy krvavých průjmů vyvolaných zmutovanou bakterií EHEC.[3]
- Rusko zakázalo dovoz čerstvé zeleniny z celé Evropské unie. Důvodem je nákaza střevní bakterií Escherichia coli, jejíž zdroj je doposud neznámý. Doposud byl zakázán dovoz zeleniny pouze z Německa a Španělska.[4]
- Internetová společnost Google oznámila, že skupina neznámých hackerů se pokusila ukrást hesla ke stovkám e-mailových účtů v rámci elektronické pošty Gmail. Útok by měl mít kořeny v centrální Číně. Čína se však proti obvinění ohradila. Případem se zabývá Federální vyšetřovací úřad a Bílý dům.[5]
- Opozice japonského premiéra Naoto Kana neuspěla v hlasování o vyslovení nedůvěry jeho vládě. Kritizovala jej za pomalý postup při likvidaci následků březnového zemětřesení a přívalové vlny cunami, které poškodily jadernou elektrárnu a vyžádaly na 24 000 mrtvých a pohřešovaných lidí. Důvěru Naotovu kabinetu vyjádřilo 293 ze 445 hlasujících poslanců.[6]

3. června – pátek
- České tenistky Lucie Hradecká a Andrea Hlaváčková zvítězily v ženské čtyřhře na tenisovém French Open, když ve finále porazily rusko-indický pár Jelenu Vesninovou a Saniu Mirzaovou ve dvou setech 6:4 a 6:3.[7]
- Muniční sklad v ruské Udmurtii zachvátil silný požár. Ve skladu je umístěno až 10 000 vagónů plných dělostřelecké a raketové munice, sklady otřásají exploze, hoří 150 budov. Z okolí bylo evakuováno na 33 000 lidí. Jde přitom o druhý podobný incident v ruském muničním skladu v průběhu jednoho týdne.[8]
- Čínský velvyslanec v Kataru Čang Č'-liang jednal s předsedou libyjské opoziční přechodné vlády Mustafou Džalílem. Jde o vůbec první kontakt Číny s libyjskými rebely. Podle slov mluvčího ministerstva zahraničí se však názor Číny nemění a Čína stále doufá, že krizi bude možné vyřešit politicky.[9]
- Asi 200 demonstrantů v Aténách obsadilo budovu ministerstva financí a odstranily ze střechy vlajku Evropské unie. Ta byla nahrazena vlastní odborovou zástavou. Demonstranti patří do odborové organizace PAME, kterou podporuje komunistická strana.[10]
- Jemenský prezident Salih byl vážně zraněn, když byl jeho palác bombardován, a převezen do Saúdské Arábie. Z útoků prezident obvinil opoziční kmeny, které se v březnu přidaly k demonstrantům požadujícím od ledna výměnu vedení státu.[11]

4. června – sobota
- Spojené státy a Tchaj-wan vyzvaly Čínu k propuštění disidentů uvězněných za účast na protestech v roce 1989. Podle dostupných informací by mělo jít o nejméně 5 lidí.[12]
- Regionální záchranný fond poskytne Bělorusku nouzový úvěr ve výši tří miliard dolarů. Peníze poskytne Rusko a další země. Bělorusko bude muset v rámci podmínek privatizovat státní majetek za 7,5 miliardy dolarů a půjčku vrátit za deset let. O peníze požádalo i Mezinárodní měnový fond, ale není jisté, zda IMF půjčku poskytne. Důvodem půjčky je propad běloruské ekonomiky a dopady nedávné devalvace. Míra inflace vystoupila na 20,2 procenta a hodnota běloruského rublu klesla asi o 36 procent.[13]
- NATO poprvé v Libyi nasadilo bojové vrtulníky. Šlo o britské stroje typu Apache a francouzské helikoptéry typu Gazelle. Jejich nasazení má vyřešit patovou situaci v zemi, kde už 4 měsíce trvá občanská válka.[14]
- V Bratislavě došlo k druhému ročníku Duhového pochodu. Účastnilo se ho několik stovek gayů a lesbiček. Akci se pokusila narušit skupina asi 50 extrémistů. Ty však rozehnala policie. Mezi účastníky zavítal primátor Bratislavy Milan Ftáčnik a několik dalších politiků. Akci podpořili i velvyslanci Spojených států, Německa, Francie, Maďarska a Polska.[15]

5. června – neděle
- Hasičům se povedlo uhasit požár muničního skladu v ruské Udmurtii. Uhašení si vyžádalo 1300 hasičů a záchranářů s 232 kusy hasičské techniky, včetně tří tanků. V důsledku požáru muselo být evakuováno více než 30 000 místních obyvatel. 42 lidí muselo být hospitalizováno, z toho 15 se zraněním. 2 lidé zemřeli v důsledku srdečního selhání způsobeného rozrušením.[16][nedostupný zdroj]
- Za zdroj nákazy bakterií EHEC byly označeny v Německu pěstované zeleninové výhonky. Na tiskové konferenci v Hannoveru to dnes řekl dolnosaský ministr zemědělství Gert Lindemann. V pondělí mají být hotovy definitivní výsledky testů.[17][nedostupný zdroj]
- Lesní požár v Arizoně, který trvá již 6 dní, zasáhl 140 000 hektarů půdy. Zasahuje proti němu 900 hasičů. Přesto se jej nedaří uhasit. Přinutil už 1000 lidí utéct z domovů a na mnoha místech v Arizoně a Novém Mexiku způsobil mnohá omezení.[18]
- Slovinci v referendu odmítli nejen vládní návrh důchodové reformy, ale i zákon o prevenci práce a zaměstnání na černo a zákon, který měnil a doplňoval zákon o ochraně dokumentačního a archivního fondu a archivech.[19][20]

7. června – úterý
- Prezident Václav Klaus tvrdě zkritizoval německou vládu Angely Merkelové kvůli její současné protijaderné strategii. Při zahájení Německo-českého hospodářského fóra v Hamburku prohlásil, že slíbené odpojení všech německých jaderných elektráren do roku 2022 je podle něj iracionálním rozhodnutím a populistickým krokem, za nímž stojí politická bezradnost.[21]
- Ministr zahraničí Kaddáfího vlády Abdal Atí Ubajdí se v Číně setkal se svým čínským protějškem k jednání o politickém řešení situace v Libyi. Současně čínský diplomat, sídlící v Egyptě navštívil Benghází, centrum opozičních sil. Zde také vyslanec ruského prezidenta Michail Markelov potvrdil, že je Moskva připravena zprostředkovat jednání mezi povstalci a libyjskou vládou.[22]
- V důsledku vážného požáru v Arizoně byli evakuováni 3000 lidí. Proti ohni zasahuje již 2515 hasičů, ale požár se stále šíří. Shořelo už 1500 kilometrů čtverečních lesa. Dým stoupající z požáru narušil leteckou dopravu a v sousedním Novém Mexiku ohrožuje kvalitu ovzduší. Příčinou požáru je pravděpodobně špatně uhašený a opuštěný oheň, který si někdo rozdělal ve svém tábořišti.[23]
- Z Bajkonuru dnes úspěšně odstartovala ruská loď Sojuz TMA-02M s ruským kosmonautem Sergejem Volkovem, Japoncem Satošim Furukawou a americkým astronautem Michaelem Fossumem. Míří k Mezinárodní vesmírné stanici, kde má zakotvit ve čtvrtek. Posádku stanice tvoří Rusové Andrej Borisenko a Alexandr Samokuťajev a Američan Ronald Garan.[24]

8. června – středa
- Světový den IPv6. Velcí poskytovatelé obsahu internetu budou dostupní přes IPv6 na hlavních doménách.[25]
- Podle ruského listu Vědomosti USA v Libyi válčí hlavně s čínským vlivem v Africe. Podezření, že USA v Libyi bojují s Čínou, vyslovil už bývalý náměstek amerického ministra financí Craig Roberts. Podle něho protesty proti režimu Muammara Kaddáfího na východě Libye, kde se nalézá 80 procent ropných zdrojů a kam Čína už vložila značné investice, nejspíše zorganizovala CIA.[26]
- Více než sto aut zablokovalo na dvě hodiny třídu Nezávislosti v Minsku. Šlo o protest proti zdražení benzínu o 31 %. Bělorusko se musí potýkat s ekonomickými problémy, kvůli kterým požádalo o půjčku Mezinárodní měnový fond i Euroasijské ekonomické společenství. Společenství ji už poskytlo.[27]

9. června – čtvrtek
- V Nižním Novgorodu začal summit Rusko – EU, který se koná každého půl roku. Hlavním bodem je zákaz dovozu zeleniny z EU. Unie reagovala požadavkem na okamžité zrušení ruského zákazu, který označila za „neopodstatněný a nepřiměřený“ a odporující duchu Světové obchodní organizace. Rusko, které je pro unijní zeleninu největším odbytištěm, to odmítá. Dalšími body jsou ruské přistoupení do WTO, vyjednávání o nové smlouvě mezi Ruskem a EU či unijní podpora modernizace Ruska.[28]

11. června – sobota
- V drážďanském obchodním domu IKEA vybuchla bomba, 2 lidé byli zraněni. Jedná se už o několikátou explozi v síti obchodních domů této švédské firmy. Očití svědci viděli z oddělení prchat podezřelého muže, policie dotyčného nenašla.[29]
- Požár v Arizoně způsobil hrozivé znečištění vzduchu. Shořel zatím les na ploše 1700 čtverečních kilometrů. 10 000 lidí bylo vyhnáno z příbytků a zničeno 30 obydlí. Úřady do ohrožených oblastí dovezly přístroje pro měření úrovně nebezpečných částic a doporučily obyvatelům měst a obcí, aby během víkendu nevycházeli. Je ohroženo dálkové vedení, které přivádí proud z Arizony do západního Texasu.[30][nedostupný zdroj]

14. června – úterý
- V sérii referend v Itálii odmítli občané privatizaci vodních zdrojů, výstavbu dalších jaderných elektráren a posílení imunity vládních ministrů, a to silou 94–96 % hlasů; po komunálních volbách na konci května se tak jedná o další porážku politiky premiéra Berlusconiho.[31]

15. června – středa
- Ústupky, které český premiér Petr Nečas nabídl na mimořádném jednání tripartity, odborům nestačily. Stávka v dopravě ve čtvrtek bude.[32]
- Podle humanitární organizace Human Rights Watch se statisíce dětí v Číně přiotrávilo olovem. Tato organizace obvinila Čínu, že se snaží utajit rozsah otravy dětí olovem a že v průmyslem znečištěných oblastech brání řádným zdravotním prohlídkám a léčbě. Zprávu založila na rozhovorech s 52 lidmi, jejichž děti či vnuci a vnučky otravou trpí, a také s pěti čínskými novináři, kteří se tématem zabývají.[33]
- Na summitu v kazašské metropoli Astaně Čína a další země Šanghajské organizace pro spolupráci podpořily Rusko v kritice plánů USA na vybudování protiraketového štítu. Štít by podle nich mohl podkopat strategickou stabilitu a globální bezpečnost.[34]
- 10 členů amerického Kongresu zažalovalo prezidenta Baracka Obamu kvůli americkému podílu na vojenských operacích v Libyi. Podle nich Obama porušil zákon z roku 1973, který sice americkému prezidentovi umožňuje podnikat vojenské operace bez schválení Kongresu, ale jen na 60 dní, dalších 30 dní může trvat stahování jednotek. Při delším trvání musí požádat Kongres o schválení. Ten se brání tvrzením, že vzhledem k omezenosti bojových akcí se na americkou účast v tažení proti Kaddáfímu zákon z roku 1973 nevztahuje.[35]
- V Řecku došlo ke generální stávce doprovázené incidenty mezi policií a demonstranty. Bylo při ní zraněno 32 lidí, z toho 2 policisté. Protesty jsou namířené proti privatizačním plánům a úsporným opatřením socialistické vlády.[36] Řecký premiér Jorgos Papandreu následně nabídl demisi.[37]

16. června – čtvrtek
- Městskou hromadnou dopravu v Praze a některých dalších městech ČR, jakož i železniční dopravu zastavila stávka proti ekonomickým reformám Nečasovy vlády.[38] V Praze v souvislosti se stávkou sedminásobně narostl provoz na cyklotrasách. Podíl kol na přepravě v městě v tento den se odhaduje na 20–30 %.[39]
- Ruský prezident Dmitrij Medveděv a jeho čínský protějšek Chu Ťin-Tchao vyzvali vojenskou koalici vedenou Západem, aby během operací v Libyi přísně dodržovala rezoluci Rady bezpečnosti OSN. Oba prezidenti se v Moskvě dohodli také na zvýšení vzájemného obchodu na 100 miliard dolarů do roku 2015 a na 200 miliard do roku 2020.[40]
- V důsledku záplav a sesuvů půdy v jižní a střední Číně muselo být evakuováno přes 120 000 lidí. V důsledku katastrofy zemřelo okolo 100 lidí a 60 je pohřešováno.[41]

17. června – pátek
- Loterijní společnost Sazka zaplatila dluh, který činil 67 milionů korun. Díky tomu jí už nehrozí odejmutí licence. Sazka by nemohla provozovat žádné loterie, kdyby jí byla licence odebrána.[42]
- Jižní Korea rozmístila na svém území taktické rakety, schopné zasáhnout Pchjongjang, hlavní město Severní Koreje. Příčinou je rostoucí napětí vyvolané ozbrojenými střety z loňského roku.[43][nedostupný zdroj]
- V Petrohradě došlo k mezinárodní ekonomické konferenci. Ruský prezident na ní představil další plán modernizace Ruska. Za své hlavní priority označil reformu státní moci a boj s korupcí.[44][nedostupný zdroj]
- Mezinárodní měnový fond snížil odhad růstu světové ekonomiky z 4,4 procenta na 4,3 procenta. Zdůvodnil to zvýšenými riziky v podobě další eskalace dluhové krize v eurozóně, rozpočtových potíží v USA a známek přehřívání u mladých tržních ekonomik.[45]
- Lidí, kteří byli nuceni opustit své domovy kvůli lijákům a povodním v střední a jižní části Číny, je už půl milionu. 170 lidí zemřelo. Vláda vyhlásila čtvrtý, nejvyšší stupeň pohotovosti.[46]

20. června – pondělí
- Předseda Evropského parlamentu Jerzy Buzek v českém senátu obhajoval pětiprocentní posílení rozpočtu EU. Přitom poukazoval na nutnost společných unijních investic kvůli dosažení cílů, které si EU stanovila ve strategii Evropa 2020. Proti navyšování unijního rozpočtu se staví česká vláda i její zástupci v Evropském parlamentu.[47]
- Ministři financí zemí Eurozóny se v Lucemburku shodli, že Řecku zatím neposkytnou další miliardy eur ze záchranného balíku. Dle slov Jeana-Claude Junckera je potřeba vyčkat na konečné schválení programu (úspor a reforem), na kterém se Řecko dohodlo s evropskými partnery.[48]
- Ruský prezident Medveděv řekl v rozhovoru pro list The Financial Times, že nebude znovu kandidovat do úřadu prezidenta Ruské federace, pokud bude o zvolení usilovat jeho předchůdce a nynější premiér Vladimir Putin. Zdůvodnil to tím, že oba představují stejnou politickou sílu a kandidaturou proti sobě by pouze podryli cíle o jejichž naplnění se v uplynulých letech snažili.[49]
- Čína bude muset kvůli problémům s dodávkami elektrické energie, jejíž nedostatek řeší již od března, v Šanghaji zavřít skoro 25 000 továren a zřejmě i 3 000 kanceláří a nákupních center. Problémy jsou způsobeny vleklým suchem a nárůstem cen uhlí.[50]
- Při havárii dopravního letadla Tupolev Tu-134 v ruském městě Petrozavodsk zahynulo 44 z 52 osob na palubě, zbývajících osm bylo těžce zraněno.[51]

21. června – úterý
- Generální tajemník OSN Pan Ki-mun byl Valným shromážděním podruhé zvolen do čela Spojených národů. Byl jediným kandidátem a předem si zajistil jednoznačnou podporu Rady bezpečnosti OSN.[52]
- V Lucemburku, kde v pondělí zasedali ministři financí Eurozóny, protestovali zástupci Evropské odborové konfederace proti škrtům a ekonomické politice Evropské unie, která podle nich nespravedlivě dolehne zejména na zaměstnance.[53]

23. června – čtvrtek
- V Beverly Hills zemřel ve věku 83 let herec Peter Falk, známý rolí detektiva Columba ve stejnojmenném seriálu.[54]

22. června – středa
- V Moskvě začal 33. mezinárodní filmový festival. Účastní se jej i 2 české filmy, Odcházení a Český mír.[55][nedostupný zdroj]
- Prezident Spojených států Barack Obama podepsal nařízení upravující pravidla kybernetických válek. Ta stanoví, které operace musejí mít souhlas Bílého domu a jakými pravidly se mají řídit.[56]

24. června – pátek
- V Kyjevě začal proces s bývalou premiérkou Julijí Tymošenkovou, jež měla v lednu 2009 uzavřít bez souhlasu vlády pro ukrajinskou ekonomiku nevýhodnou smlouvu o dovozu plynu z Ruska, která měla připravit Ukrajinu o 310 milionů eur.[57]
- V předvečer dvacátého výročí vyhlášení nezávislosti Republiky Chorvatsko potvrdila Evropská rada, že se Chorvatsko stane 28. členskou zemí Evropské unie. Vstoupit do Unie by země měla 1. července 2013.[58]
- Libyjští povstalci zahájili jednání s představiteli vlády Muammara Kaddáfího. Jsou vedena přes zprostředkovatele v Paříži a Jihoafrické republice.[59][nedostupný zdroj]
- Rusko odsoudilo rozšíření amerických sankcí proti Íránu, které jsou namířeny na íránskou leteckou společnost a provozovatele přístavů. Ty by podle ruského ministerstva zahraničí mohly postihnout také ruské společnosti spolupracující s íránskými podniky, jež podléhají sankcím.[60]

25. června – sobota
- Hned dva sebevražedné útoky se odehrály v Afghánistánu. Jeden provedl neznámý atentátník na zdravotnické klinice v provincii Lógar, útok nepřežilo 38 osob, podle BBC jde o nejničivější útok na zdravotnické zařízení od pádu vládnoucího radikálního hnutí Tálibán z roku 2001; Tálibán tvrdí, že s útokem neměl nic společného.[61][nedostupný zdroj] Další útok se odehrál na policejní stanici nedaleko Péšávaru, kromě 2 atentátníků zemřelo 10 policistů a 2 civilisté; k útoku se následně přihlásil Tálibán.[62][nedostupný zdroj]
- Po téměř 100 letech trvajících sporů se povedlo vyřešit otázku, zda nález zkamenělé kosti ze Srnojed nedaleko Pardubic a kosti z Holubic poblíž Kralup nad Vltavou patřily novému druhu dinosaura, jak tvrdil přírodovědec Antonín Frič. Boris Ekrt, pracovník paleontologického oddělení Národního muzea, prokázal, že se jednalo skutečně o nový druh, dinosaurus byl navíc – jak se zjistilo – teplokrevný.[63][64]

27. června – pondělí
- Nad Atlantikem odpoledne proletěl asteroid 2011 MD. Asteroid byl od povrchu vzdálen 12 000 kilometrů, a nacházel tedy 23krát blíže než Měsíc. Průlet vytvořil jasnou záři pozorovatelnou i menšími teleskopy v okolí proletu.[65]
- Vojenský soud v Moskvě odsoudil bývalého agenta ruské rozvědky Alexandra Potějeva, který vydal Američanům síť ruských vyzvědačů, v jeho nepřítomnosti k 25 letům vězení. Ten však dnes žije zřejmě v USA.[66]
- Mezinárodní trestní soud vydal zatykač na Muammara Kaddáfího, jeho syna Sajfa al-Isláma a šéfa libyjské rozvědky Abdalláha Sanúsího. Důvodem jsou jejich údajné zločiny proti lidskosti během probíhající občanské války v Libyi.[67]
- Vládu Boruta Pahora opustily tři ministryně za stranu Zares. Pahor chce do řádných voleb v roce 2012 vládnout pouze za podpory Liberální demokracie Slovinska.[68]

30. června – čtvrtek
- V čínském Čching-tao ve východní provincii Šan-tung byl slavnostně otevřen nejdelší most vedoucí přes vodní plochu na světě. Je dlouhý 42 kilometrů a 35 metrů široký. Přetíná záliv Ťiao-čou.[69]
- Statisíce lidí stávkovaly ve Velké Británii proti politice koaliční vlády konzervativců a liberálních demokratů prosazující výrazné rozpočtové škrty. Jde o zatím největší protest proti politice vlády Davida Camerona.[70][nedostupný zdroj]